# Биленкий, Исаак Моисеевич
Исаак Моисеевич Биленкий (18 (30) ноября 1889, Сороки, Бессарабская губерния — 1 октября 1950, Ленинград) — русский и советский живописец, график, портретист.

## Биография
В 1912 году окончил Киевское художественное училище (по классу А. А. Мурашко и И. Ф. Селезнёва). До 1923 года учился в петроградском ВХУТЕМАСе у Д. Н. Кардовского и И. И. Творожникова. В 1920-е годы жил на улице Кирочной, 24, занимался преподаванием рисования.
Участвовал в выставках Нового общества художников (1917), Московского товарищества художников (1917), в юбилейной выставке «Художники РСФСР за XV лет» (1932—1933). В 1930-х годах занимался книжной графикой — с его иллюстрациями был издан роман Марка Твена «Том Сойер». В 1930-х годах работал в Крыму, создал серию литографий колхозников Крыма (эти автолитографии вошли в альбом «Ударники и ударницы крымского колхоза им. М. И.  Калинина», 1936). В 1932 году принимал участие в выставке «Художники РСФСР за 15 лет» в Государственном Русском музее, где были представлены шесть работ художника (в том числе портреты композитора Александра Глазунова и поэта Ильи Сельвинского).
В 1930-е годы ил по адресу улица Надеждинская, дом 21, кв. 14.
Ретроспективная выставка художника была организована в Кишинёве в 1954 году. Коллекция из 24 картин художника (главным образом пейзажи Сорок) хранится в Музее истории и этнографии в Сороках с 1980 года; в 2017 году организованная этим музеем выставка картин Биленкого прошла в Чимишлии (Молдавия).

## Публикации
- Художники РСФСР за 15 лет. Каталог юбилейной выставки. Живопись, графика и скульптура. — Л.: Государственный Русский музей, 1932.
- Художник И. М. Биленкий: каталог выставки. — Кишинёв, 1954.

## Иллюстрации к роману «Том Сойер»
- Бекки
- Пастор

## Галерея
- Портрет Петра Корнилова (1930)
- Женский портрет (1930-е)
- Голова спящей девочки (1930-е)
- На отдыхе
- На отдыхе (2)
- На отдыхе (3)
- Портрет старухи
- Женский портрет
- Портрет девушки
- Женский портрет